# 7507 Israel
För andra betydelser, se Israel (olika betydelser).
7507 Israel eller 7063 P-L är en asteroid i huvudbältet som upptäcktes den 17 oktober 1960 av den nederländsk-amerikanske astronomen Tom Gehrels och det nederländska astronomparet Ingrid van Houten-Groeneveld och Cornelis Johannes van Houten vid Palomarobservatoriet. Den är uppkallad efter den holländske astronomen Frank P. Israel.